# Акбауов Узарак Кстаубайович
Узара́к Кстауба́євич Акбау́ов (нар. 16 грудня 1908 — 30 серпня 1985) — радянський офіцер, учасник німецько-радянської війни, командир взводу 7-ї роти 241-го гвардійського стрілецького полку 75-ї Бахмацької двічі Червонозоряної ордена Суворова гвардійської стрілецької дивізії 30-го стрілецького корпусу 60-ї Армії Центрального фронту, Герой Радянського Союзу (17.10.1943), гвардії молодший лейтенант, пізніше гвардії капітан.

## Біографія
Народився 3 (16) грудня 1908 року у селі Істеміс зараз Домбаровський район Оренбурзької області. Закінчив 7 класів. Член ВКП(б)/КПРС з 1930 року.
Служив у Червоній Армії з 1931 по 1933 роки. По закінченні служби працював головою колгоспу в Новоорському районі Оренбурзької області.
Призваний до Червоної Армії у лютому 1942 року. На фронті з червня 1942 року. У 1943 році закінчив курси молодших лейтенантів.
У боях при форсуванні Дніпра північніше Києва восени 1943 року та в боях при захопленні та утриманні плацдарму на правому березі Дніпра в районі сіл Глібівка та Ясногородка (Вишгородський район Київської області) командир взводу 241-го гвардійського стрілецького полку 75-ї гвардійської стрілецької дивізії Акбауов У. К. виявив себе виключно сміливим та мужнім командиром. Його взвод одним з перших на підручних засобах форсував Дніпро.
Указом Президії Верховної Ради СРСР від 17 жовтня 1943 року за мужність і героїзм проявлені при форсуванні Дніпра і утриманні плацдарму гвардії молодшому лейтенанту Акбауову Узараку Кстаубаєвичу присвоєне звання Героя Радянського Союзу з врученням ордена Леніна і медалі «Золота Зірка».
Після війни мешкав та працював у селищі Новоорськ Оренбурзької області. Помер 30 серпня 1985 року. Похований в аулі Боузда Новоорського району Оренбурзької області.

## Нагороди
- медаль «Золота Зірка» № 1544 Героя Радянського Союзу (17 жовтня 1943);
- Орден Леніна;
- Орден Вітчизняної війни 1 ступеня.